# 顾国
顾國，先秦小型方国，在今山东省鄄城县东北五十里之顾城。一说今河南省范县南三十里。
顾是夏朝的同盟部落，己姓。夏末顾国、韦国被商汤攻灭，散居各地的顾伯子孙便以国名为姓，称为顾氏。《诗经·商颂·长发》“韦顾既伐”即此。前474年秋八月，鲁哀公及齐平公、邾子在顾地会盟。《汉书·古今人表》“顾”作“鼓”。